# Gräfin gesucht
Gräfin gesucht – Adel auf Brautschau war eine deutsche Doku-Soap von Sat.1, in der Adelige eine Lebensgefährtin suchten. Sie lief von 2008 bis 2009. Moderatorin war Marlene Lufen.

## Format
Die Sendung basierte auf dem Format Bauer sucht Frau, das seit 2005 von RTL ausgestrahlt wird. Beide Sendungen wurden von MME Me, Myself & Eye Entertainment produziert.
Vier adelige Männer wählten aus Hunderten von Bewerberinnen einige aus, mit denen sie sich zu einem Speeddating trafen. Ein oder zwei Kandidatinnen wurden dann von dem Adeligen in sein Haus eingeladen, um eine Woche gemeinsam zu verbringen und sich kennenzulernen.
Der Titel der Sendung war irreführend, da es sich nur bei einem Teil der Kandidaten um Grafen handelte. Die anderen Männer trugen andere Adelstitel.
Adelsverbände kritisierten das Niveau der Sendung als unangemessen.
Die adeligen Männer erhielten für die Sendung eine Aufwandsentschädigung in Höhe von 170.000 Euro.

## Erste Staffel
Die vier Kandidaten waren Moritz Graf zu Reventlow, Benedikt von Hobe, Constantin von zur Mühlen und Michael von Miller. Sie waren zwischen 37 und 47 Jahren alt.
Das Format startete mit einer Einschaltquote von 12,9 Prozent relativ erfolgreich.

## Zweite Staffel
Die zweite Staffel startete im Juli 2009 mit vier Kandidaten, die zwischen 26 und 48 Jahren alt waren. Die Kandidaten waren Moritz Konstantin Burggraf und Graf zu Dohna-Schlobitten, Tilo Baron von Donner, Johann Friedrich Carl Einar Graf Villavicencio-Margheri und Christoph Graf von Preysing.

## Rezeption
Christoph Twickel von Spiegel.de bemängelte im August 2008 ein nicht „erkennbares dramaturgisches Konzept“ und Sylvie-Sophie Schindler von stern.de bezeichnete die Sendung als „TV-Belanglosigkeit“.